# ムスタファ・アル＝カーズィミー
ムスタファ・アル＝カーズィミー（مصطفى الكاظمي, 転写：Mustafā al-Kāẓimī, 原語発音：ムスタファー・アル＝カーズィミー、1967年7月5日 - ） は、イラクの政治家、外交官、官僚。

## 概要
本名は مصطفى عبد اللطيف مشتت الغريباوي（原語アラビア語発音：ムスタファー・アブドゥッラティーフ・ミシャッタト・アル＝グライバーウィー、英字表記例：Mustafa Abd al-Latif Mishatat al-Ghuraybawi）だが、政治家としては記者時代のペンネームであったムスタファ・アル＝カーズィミー (原語発音：ムスタファー・アル＝カーズィミー、英字表記例：Mustafa al-Kadhimi) の名で知られる。
2020年5月、1932年のイラク建国から数えて43人目、2005年憲法下では5人目の首相に就任した。首相就任前は2016年6月からイラク情報庁長官を務めていた。
ラストネームは日本語カタカナ表記でカディミとなっていることもしばしばである。

## 経歴
バグダードに生まれる。父のアブドゥッラティーフ・アル＝グライバーウィーはイラク南部ナーシリーヤの北西の町、シャトラ出身で、学生時代バグダードに上京してきた。アッ＝トゥラース大学で法律を学んだのち、サッダーム・フセイン政権下の1985年にイラン、ドイツを経てイギリスに亡命。数年間在住を経てイギリス市民権を取得した。
2003年に米国主導の有志連合がイラクに侵攻（イラク戦争）すると帰国を果たし、イラク・メディア・ネットワークの共同設立者となった。また、フセイン政権下で行われた犯罪を記録するために設立された、ロンドンのイラク記憶財団の理事を2003年から2010年まで務め、イラクを含む世界各国のチームをまとめた。証言の記録や、独裁政権の犠牲となった人々の映像記録の照合にあたった。
「アル・モニター」イラク版の編集者であるほか、コラムニストとしてさまざまなメディアに寄稿している。「ニューズウィーク」イラク版の上級編集員を3年間務めたこともある。

### 首相職

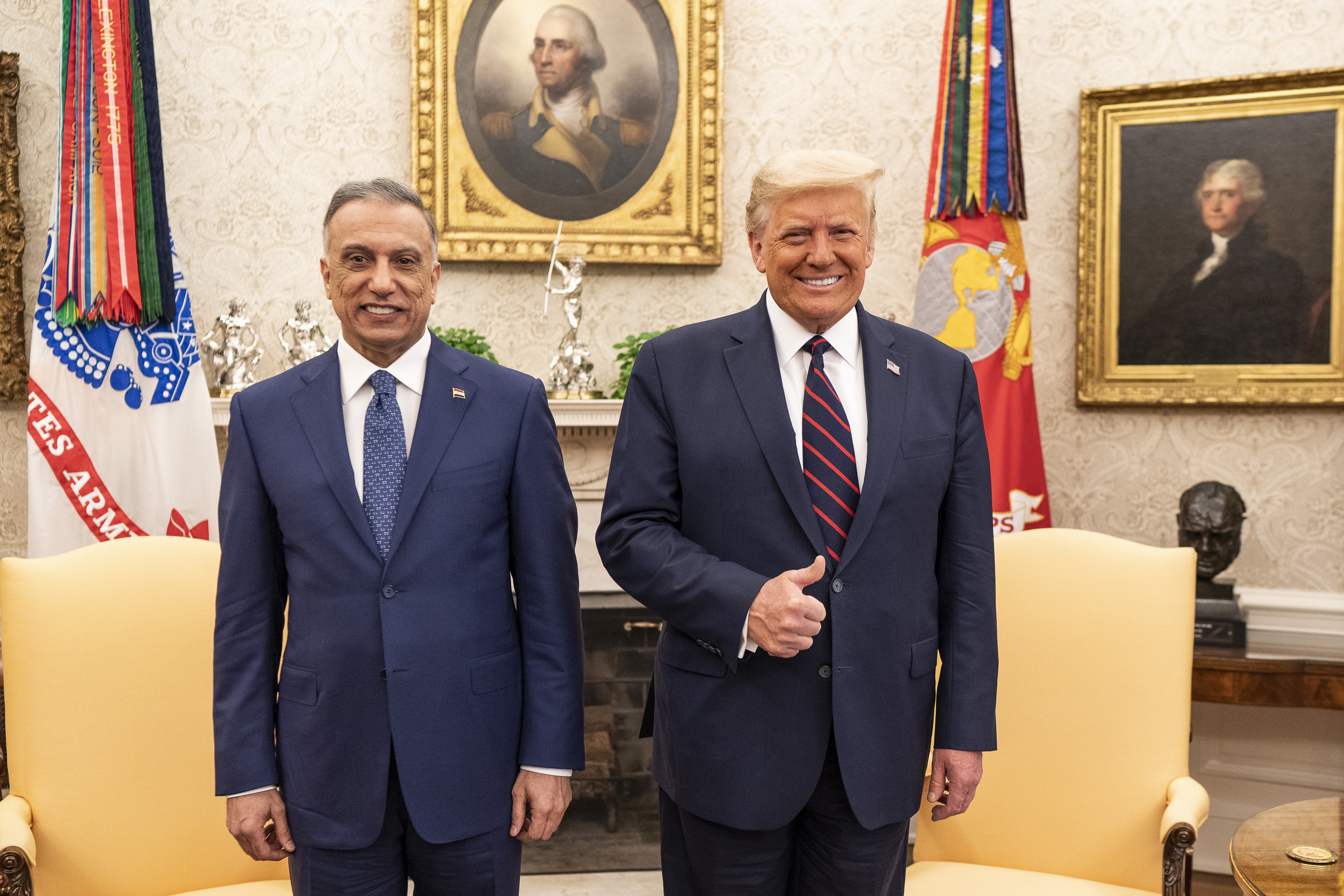
2020年、米国のドナルド・トランプ大統領（当時）と

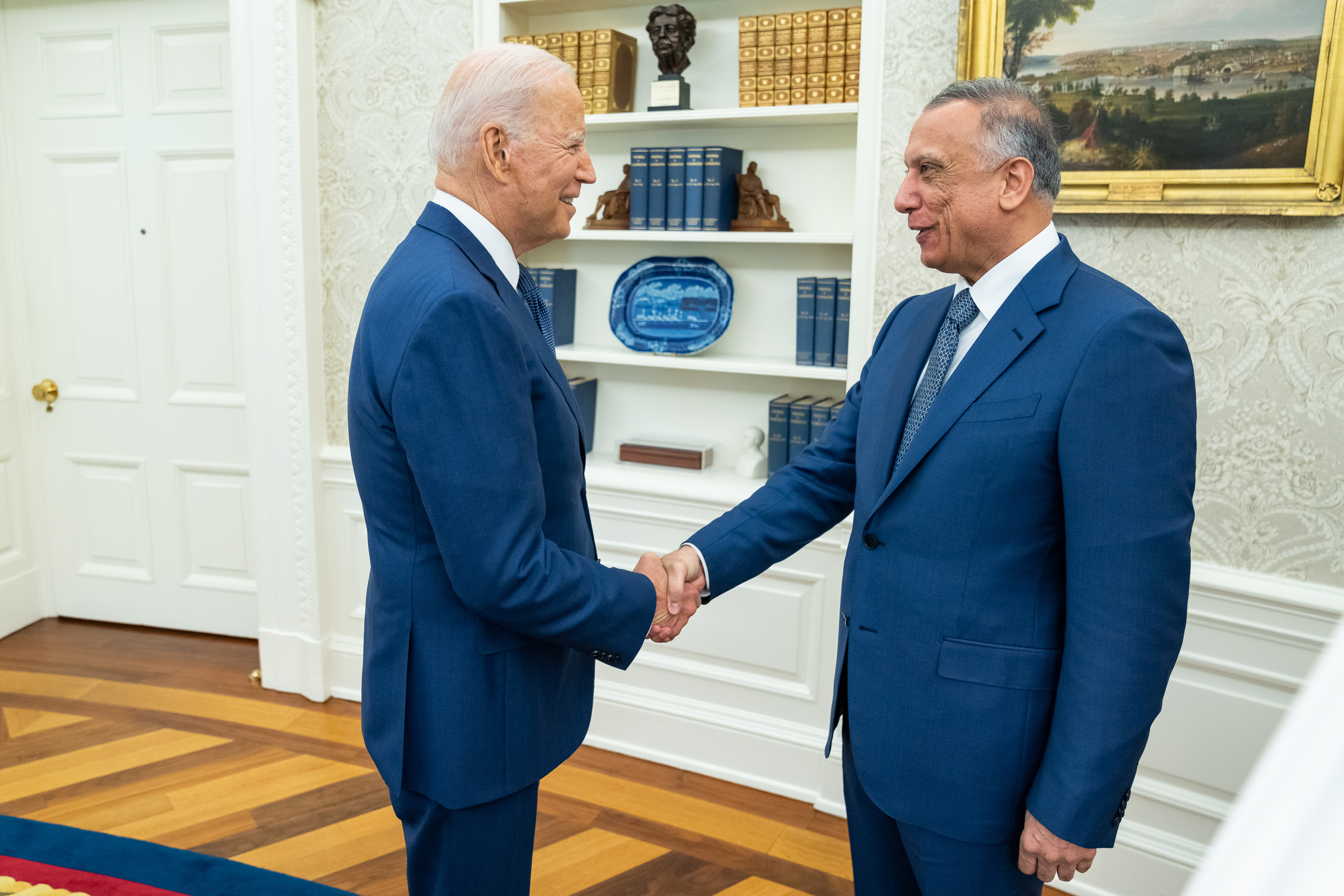
2021年、米国のジョー・バイデン大統領と

2020年4月9日、アル＝カーズィミーはバルハム・サリフ大統領から首相指名を受けた。2019年10月にイラク全土で抗議運動が発生したことをうけて、アーディル・アブドゥルマフディー首相（当時）は退陣を表明していたが、先に首相指名されていたアドナーン・アッ＝ズルフィーが政権樹立に必要な支持を得られないことを理由に指名を辞退する（国営テレビ報道）など、後継首相の選定は難航していた。アル＝カーズィミーの首相指名も、直近10週間で3人目であった。しかし、政治的な交渉の末、国会は5月6日にアル＝カーズィミーの首相就任を承認し、7日未明に閣僚名簿の大半を承認し政権が発足した。就任にあたっては、国内の危機を深刻化させるのではなく、多くの問題に解決策を提供する政権とすると抱負を述べた。また、早期の選挙実施を約束し、イラクを諸外国の戦場にはさせないと誓った。大規模な抗議運動、原油価格の低落、新型コロナウイルス感染症のパンデミックなど、就任当時のイラクには難題が山積していた 。
また、長年の放漫財政と原油価格の低下により、国庫は「ほぼ空」であると言明した上で、深刻な財政危機からイラクを救い出すと約束した。政権は財政支出削減や数百万人のイラク人の給与見直しを掲げたが、これは世論の批判を受けて撤回した。2020年8月には数百人の失業者を国防省で雇用したが、求職者による官公庁前での座り込み運動をやめさせるには至らなかった。また、2019年10月以来、600人近い抗議参加者や活動家の死に関与してきたとされる治安部隊に法の裁きを受けさせることにも尽力してきた。これに加えて、前年増加したジャーナリストや政治活動家の殺人事件の捜査も約束したが、いまだ容疑者を裁きの場に引き出すには至っていない。
アル＝カーズィミーの首相就任に、イランやイラク国内の親イラン勢力である征服同盟は反対を表明した。2020年4月には、イランや人民動員隊と密接なつながりのある国内の民兵組織「カターイブ・ヒズブッラー」が、その指導者アブー・マフディー・アル＝ムハンディスやイランの将軍ガーセム・ソレイマーニーの死にアル＝カーズィミーは責任があるとする声明を公表し、アル＝カーズィミーを米国との共謀を理由に告訴した。一方、アル＝カーズィミーは対テロリズム局 (CTS) に、バグダードのグリーン・ゾーンに対するロケット弾攻撃について調査するよう命じ、反政府民兵組織との戦いを約束した。
2021年7月には、米国のジョー・バイデン大統領と、同年末までのアメリカ合衆国軍のイラク撤退に関する協定に署名した。その間の訪米を通して、イラク政府はワシントンD.C.の聖書博物館に所蔵されていた1万7000点の強奪された文化財を取り戻すことに成功した。

2021年11月7日、首相府はアル＝カーズィミーの住居がドローンによる攻撃を受けたことを発表。本人にはけがはなく、暗殺は失敗に終わったとした。